# إيفان سيمينيتس
إيفان سيمينيتس (بالروسية: Иван Викторович Семенец)‏ هو لاعب كرة قدم روسي في مركز الدفاع، ولد في 1 أكتوبر 1981. لعب مع فاكل فارونيش ‏.